# Nam Thehi
Nam Thehi (hangul: 남태희, handzsa: 南泰煕, RR: Nam Tae-hee; Csindzsu (Jinju), 1991. július 3. –) dél-koreai labdarúgó, a katari Lekhwiya SC középpályása.

## Pályafutása

### Klubcsapatokban
2009 és 2011 között a francia Valenciennes labdarúgója volt. 2012 és 2023 között Katarban játszott. 2012 és 2019 között az ed-Duhaíl, 2019 és 2021 között az esz-Szadd, 2021 és 2023 között az ed-Duhaíl játékosa volt. 2023–24-ben a japán Jokohama F. Marinos csapatában szerepelt. 2024 óta Csedzsu labdarúgója.

### A válogatottban
2011 óta 54 alkalommal szerepelt a dél-koreai válogatottban és hét gólt szerzett. Tagja volt a 2012-es londoni olimpián bronzérmet szerző csapatnak.